# Campeonato Paranaense de Futebol de 2018
O Campeonato Paranaense de Futebol de 2018 foi a 104.º edição do campeonato estadual de futebol profissional da 1° divisão do Estado do Paraná e contou com a presença de 12 clubes.
O torneio, organizado pela Federação Paranaense de Futebol, classificou os três primeiros colocados para a Copa do Brasil de 2019, além dos três melhores colocados que não pertençam ao Campeonato Brasileiro das Séries A, B e C para disputarem o Campeonato Brasileiro de Futebol de 2019 - Série D.

## Regulamento
O Campeonato Paranaense de Futebol de 2018 foi disputado em três fases: Primeira Taça, Segunda Taça e Final.
Taça Dionísio Filho
A FPF homenageou Djonga, dando a ele o nome da Primeira Taça do Campeonato de 2018. Djonga foi futebolista, radialista e comentarista esportivo que faleceu em 2015. Foi campeão paranaense 4 vezes, duas pelo Coritiba e duas pelo Pinheiros.
Na Primeira Taça, as 12 equipes foram divididas em dois grupos - A e B. As equipes do Grupo A enfrentaram as equipes do Grupo B em turno único, de 6 rodadas, classificando-se para as semifinais os 2 melhores posicionados de cada grupo.
Nas semifinais, as equipes classificadas se cruzaram e os vencedores dos respectivos confrontos avançaram à final. O primeiro colocado do Grupo A enfrentou o segundo colocado do mesmo grupo, o mesmo aconteceu ao Grupo B. Cada confronto foi realizado em partida única e em caso de empate, o vencedor era definido em cobranças de pênaltis. O mesmo sistema aconteceu na fase, em que o campeão garantiu vaga na final.
Taça Caio Júnior
A FPF homenageou Caio Júnior dando a ele o nome da Segunda Taça do Campeonato de 2018. Caio foi futebolista e treinador falecido em 2016 vítima do Voo LaMia 2933, que atingiu o time da Chapecoense. Como jogador foi campeão paranaense pelo Paraná Clube em 1997.
Na Segunda Taça, as 12 equipes serão divididas em dois grupos - A e B. As equipes jogarão dentro dos seus respectivos grupos em turno único, de 5 rodadas, classificando-se para as semifinais, os 2 melhores posicionados de cada grupo.
Nas semifinais, as equipes classificadas farão cruzamento e os vencedores dos respectivos confrontos avançam à final. O primeiro colocado do Grupo A enfrentará o segundo colocado do Grupo B, e o primeiro colocado do Grupo B enfrentará o segundo colocado do Grupo A. Cada confronto será realizado em partida única e em caso de empate, o vencedor será definido em cobranças de pênaltis. O mesmo sistema é posto à final da fase. O campeão garantirá vaga na final.
Critérios de Desempate da Fase Classificatória da Primeira e Segunda Taça
1. Número de vitórias;
2. saldo de gols;
3. número de gols a favor;
4. menor número de cartões vermelhos;
5. sorteio.

Final
Na grande final, os dois times campeões da 1.ª e 2.ª taça se enfrentarão em dois jogos para definir o campeão Paranaense de 2018. O mando de campo do segundo jogo será da equipe mais qualificada nas duas taças. Caso a mesma equipe tenha vencido as duas taças, essa será declarada campeã. Se na final o resultado terminar empatado, será critério de desempate o saldo de gols e persistindo o empate, será realizada cobranças de pênaltis.

## Participantes
| Clube         | Cidade            | Em 2017           | Estádio           | Capacidade | Títulos             | Participação |
| ------------- | ----------------- | ----------------- | ----------------- | ---------- | ------------------- | ------------ |
| Atlético      | Curitiba          | 2.º Lugar         | Arena da Baixada  | 43.000     | 22 (último em 2016) | 84           |
| Cascavel      | Cascavel          | 7.º Lugar         | Olímpico Regional | 28.125     | 0 (não possui)      | 04           |
| Cianorte      | Cianorte          | 3.º Lugar         | Albino Turbay     | 3.000      | 0 (não possui)      | 13           |
| Coritiba      | Curitiba          | 1.º Lugar         | Couto Pereira     | 40.310     | 38 (último em 2017) | 94           |
| Foz do Iguaçu | Foz do Iguaçu     | 9.º Lugar         | Estádio do ABC    | 12.000     | 0 (não possui)      | 05           |
| Londrina      | Londrina          | 4.º Lugar         | Estádio do Café   | 30.000     | 4 (último em 2014)  | 44           |
| Maringá       | Maringá           | 1.º (2.ª Divisão) | Willie Davids     | 21.600     | 0 (não possui)      | 04           |
| Paraná Clube  | Curitiba          | 5.º Lugar         | Vila Capanema     | 20.083     | 7 (último em 2006)  | 25           |
| Prudentópolis | Prudentópolis     | 6.º Lugar         | Newton Agibert    | (3.500)    | 0 (não possui)      | 05           |
| Rio Branco    | Paranaguá         | 8.º Lugar         | Estradinha        | 4.500      | 0 (não possui)      | 49           |
| Toledo        | Toledo            | 10.º Lugar        | 14 de Dezembro    | 15.280     | 0 (não possui)      | 09           |
| União         | Francisco Beltrão | 2.º (2.ª Divisão) | Estádio Anilado   | 12.800     | 0 (não possui)      | 01           |

## Primeira Fase

### Taça Dionísio Filho
Grupo A
| Pos | Equipe        | PG | J | V | E | D | GP | GS | SG | %  | M       | Classificação                                   |
| --- | ------------- | -- | - | - | - | - | -- | -- | -- | -- | ------- | ----------------------------------------------- |
| 1   | Foz do Iguaçu | 12 | 6 | 3 | 3 | 0 | 6  | 3  | +3 | 67 | Estável | Classificados para a semifinal da Primeira Taça |
| 2   | Coritiba      | 11 | 6 | 3 | 2 | 1 | 8  | 3  | +5 | 61 | 1       | Classificados para a semifinal da Primeira Taça |
| 3   | FC Cascavel   | 10 | 6 | 3 | 1 | 2 | 8  | 5  | +3 | 56 | 1       |                                                 |
| 4   | Cianorte      | 10 | 6 | 2 | 4 | 0 | 8  | 5  | +3 | 56 | 2       |                                                 |
| 5   | Maringá       | 8  | 6 | 2 | 2 | 2 | 6  | 6  | 0  | 44 | Estável |                                                 |
| 6   | Paraná        | 5  | 6 | 1 | 2 | 3 | 5  | 8  | –3 | 28 | Estável |                                                 |

Grupo B
| Pos | Equipe              | PG | J | V | E | D | GP | GS | SG | %  | M       | Classificação                                   |
| --- | ------------------- | -- | - | - | - | - | -- | -- | -- | -- | ------- | ----------------------------------------------- |
| 1   | Atlético Paranaense | 14 | 6 | 4 | 2 | 0 | 7  | 1  | +6 | 78 | Estável | Classificados para a semifinal da Primeira Taça |
| 2   | Rio Branco-PR       | 7  | 6 | 1 | 4 | 1 | 9  | 8  | +1 | 39 | 2       | Classificados para a semifinal da Primeira Taça |
| 3   | Londrina            | 6  | 6 | 1 | 3 | 2 | 7  | 9  | –2 | 33 | 1       |                                                 |
| 4   | Toledo              | 5  | 6 | 1 | 2 | 3 | 3  | 7  | –4 | 28 | 1       |                                                 |
| 5   | União               | 3  | 6 | 1 | 0 | 5 | 2  | 8  | –6 | 17 | Estável |                                                 |
| 6   | Prudentópolis       | 3  | 6 | 0 | 3 | 3 | 2  | 8  | –6 | 17 | Estável |                                                 |

#### Desempenho por rodada
|         | Rodadas | Rodadas | Rodadas | Rodadas | Rodadas | Rodadas | Rodadas |
| ------- | ------- | ------- | ------- | ------- | ------- | ------- | ------- |
| 1       | 2       | 3       | 4       | 5       | 6       |         |         |
| Grupo A | CIA     | CIA     | CIA     | FOZ     | FOZ     | FOZ     |         |
| Grupo B | CAP     | CAP     | CAP     | CAP     | CAP     | CAP     |         |

|         | Rodadas | Rodadas | Rodadas | Rodadas | Rodadas | Rodadas | Rodadas |
| ------- | ------- | ------- | ------- | ------- | ------- | ------- | ------- |
| 1       | 2       | 3       | 4       | 5       | 6       |         |         |
| Grupo A | CAS     | PAR     | PAR     | PAR     | PAR     | PAR     |         |
| Grupo B | PRU     | PRU     | PRU     | PRU     | PRU     | PRU     |         |

##### Fase final
Em itálico, as equipes que jogarão em casa por ter melhor campanha e em negrito os times vencedores das partidas. Caso as partidas terminem empatadas, será feita a disputa por pênaltis.
|  | Semifinais          | Semifinais    |   |  | Final           | Final |  |
|  |                     |               |   |  |                 |       |  |
|  | 18 de fevereiro     |               |   |  |                 |       |  |
|  | Foz do Iguaçu       | 1 (2)         |   |  |                 |       |  |
|  | Coritiba            | 1 (4)         |   |  |                 |       |  |
|  |                     |               |   |  |                 |       |  |
|  |                     |               |   |  | 25 de fevereiro |       |  |
|  |                     |               |   |  | Coritiba        | 3     |  |
|  |                     | Rio Branco-PR | 0 |  |                 |       |  |
|  |                     |               |   |  |                 |       |  |
|  |                     |               |   |  |                 |       |  |
|  |                     |               |   |  |                 |       |  |
|  | 18 de fevereiro     |               |   |  |                 |       |  |
|  | Atlético Paranaense | 0 (5)         |   |  |                 |       |  |
|  | Rio Branco-PR       | 0 (6)         |   |  |                 |       |  |

##### Premiação
| Primeira Taça                                |
| Curitiba                                     |
| -------------------------------------------- |
| Coritiba Foot Ball Club Campeão (1.º título) |

### Taça Caio Júnior
Grupo A
| Pos | Equipe        | PG | J | V | E | D | GP | GS | SG | %  | M       | Classificação                                  |
| --- | ------------- | -- | - | - | - | - | -- | -- | -- | -- | ------- | ---------------------------------------------- |
| 1   | Paraná        | 13 | 5 | 4 | 1 | 0 | 9  | 3  | +6 | 87 | Estável | Classificados para a semifinal da Segunda Taça |
| 2   | Maringá       | 9  | 5 | 3 | 0 | 2 | 8  | 4  | +4 | 60 | Estável | Classificados para a semifinal da Segunda Taça |
| 3   | Foz do Iguaçu | 9  | 5 | 3 | 0 | 2 | 9  | 6  | +3 | 60 | 1       |                                                |
| 4   | Cianorte      | 7  | 5 | 2 | 1 | 2 | 7  | 7  | 0  | 47 | 1       |                                                |
| 5   | FC Cascavel   | 3  | 5 | 1 | 0 | 4 | 4  | 10 | –6 | 20 | 1       |                                                |
| 6   | Coritiba      | 3  | 5 | 1 | 0 | 4 | 3  | 10 | –7 | 20 | 1       |                                                |

Grupo B
| Pos | Equipe              | PG | J | V | E | D | GP | GS | SG  | %  | M       | Classificação                                  |
| --- | ------------------- | -- | - | - | - | - | -- | -- | --- | -- | ------- | ---------------------------------------------- |
| 1   | Atlético Paranaense | 11 | 5 | 3 | 2 | 0 | 11 | 3  | +8  | 73 | Estável | Classificados para a semifinal da Segunda Taça |
| 2   | Londrina            | 8  | 5 | 2 | 2 | 1 | 7  | 3  | +4  | 53 | 2       | Classificados para a semifinal da Segunda Taça |
| 3   | Toledo              | 8  | 5 | 2 | 2 | 1 | 6  | 5  | +1  | 53 | 1       |                                                |
| 4   | União               | 6  | 5 | 2 | 0 | 4 | 7  | 6  | +1  | 40 | 1       |                                                |
| 5   | Prudentópolis       | 5  | 5 | 1 | 2 | 2 | 6  | 7  | –1  | 33 | 1       |                                                |
| 6   | Rio Branco-PR       | 3  | 5 | 1 | 0 | 4 | 7  | 20 | –13 | 20 | 1       |                                                |

#### Desempenho por rodada
| 1       | 2   | 3   | 4   | 5   |     |
| Grupo A | MAR | MAR | CIA | PAR | PAR |
| Grupo B | TOL | TOL | CAP | CAP | CAP |

| 1       | 2   | 3   | 4   | 5   |     |
| Grupo A | CFC | CFC | CFC | CAS | CFC |
| Grupo B | RBR | RBR | RBR | PRU | RBR |

##### Fase final
Em itálico, as equipes que jogarão em casa por ter melhor campanha e em negrito os times vencedores das partidas. Caso as partidas terminem empatadas, será feita a disputa por pênaltis.
|  | Semifinais          | Semifinais |   |  | Final               | Final |  |
|  |                     |            |   |  |                     |       |  |
|  |                     |            |   |  |                     |       |  |
|  | Atlético Paranaense | 5          |   |  |                     |       |  |
|  | Maringá             | 0          |   |  |                     |       |  |
|  |                     |            |   |  |                     |       |  |
|  |                     |            |   |  |                     |       |  |
|  |                     |            |   |  | Atlético Paranaense | 1     |  |
|  |                     | Londrina   | 0 |  |                     |       |  |
|  |                     |            |   |  |                     |       |  |
|  |                     |            |   |  |                     |       |  |
|  |                     |            |   |  |                     |       |  |
|  |                     |            |   |  |                     |       |  |
|  | Paraná              | 1(2)       |   |  |                     |       |  |
|  | Londrina            | 1(4)       |   |  |                     |       |  |

##### Premiação
| Segunda Taça                                   |
| ---------------------------------------------- |
| Clube Atlético Paranaense Campeão (1.º título) |

## Grande Final
Ida
| 1 de abril | Coritiba        | 1 – 0  | Atlético Paranaense | Estádio Couto Pereira, Curitiba                              |
| 16:00      | Julio Rusch 29' | Súmula |                     | Público: 9 577 Renda: R$ 390.610,00 Árbitro: PR Rafael Traci |

| Coritiba | Atlético-PR |

Volta
| 8 de abril | Atlético Paranaense                 | 2 – 0  | Coritiba | Arena da Baixada, Curitiba                                               |
| 16:00      | Bruno Guimarães 45+2' · Ederson 56' | Súmula |          | Público: 23 851 Renda: R$ 1.080.100,00 Árbitro: PR Felipe Gomes da Silva |

| Atlético-PR | Coritiba |

## Classificação final
O campeão e o vice estarão em primeiro e segundo lugar na classificação geral, independente da soma de pontos. Caso o mesmo clube vença as duas taças, o vice-campeão será o time com maior número de pontos somando a pontuação da Primeira Fase das duas Taças. As demais colocações serão ocupadas sucessivamente pelos demais clubes, considerando o total de pontos ganhos na Primeira Fase das duas Taças. Os dois últimos colocados serão rebaixados a Segunda Divisão 2019. Os três melhores colocados serão os representantes do estado na Copa do Brasil 2019 e os três melhores colocados que não jogam nenhuma divisão do Campeonato Brasileiro, serão os representantes na Série D 2019.
| Pos | Equipes             | Pts | J  | V | E | D | GP | GC | SG  | %  | M       | Classificação ou rebaixamento                                |
| --- | ------------------- | --- | -- | - | - | - | -- | -- | --- | -- | ------- | ------------------------------------------------------------ |
| 1   | Atlético Paranaense | 25  | 11 | 7 | 4 | 0 | 18 | 4  | +14 | 75 | Estável | Campeão                                                      |
| 2   | Coritiba            | 14  | 11 | 4 | 2 | 5 | 11 | 13 | –2  | 42 | Estável | Vice-campeão e classificado para a Copa do Brasil de 2019    |
| 3   | Foz do Iguaçu       | 21  | 11 | 6 | 3 | 2 | 15 | 9  | +6  | 63 | Estável | Classificado para a Copa do Brasil de 2019 e Série D de 2019 |
| 4   | Paraná[PAR]         | 18  | 11 | 5 | 3 | 3 | 14 | 11 | +3  | 55 | 2       | Classificado para a Copa do Brasil de 2019                   |
| 5   | Maringá             | 17  | 11 | 5 | 2 | 4 | 14 | 10 | +4  | 52 | 1       | Classificados para a Série D de 2019                         |
| 6   | Cianorte            | 17  | 11 | 4 | 5 | 2 | 15 | 12 | +3  | 52 | 1       | Classificados para a Série D de 2019                         |
| 7   | Londrina            | 14  | 11 | 3 | 5 | 3 | 14 | 12 | +2  | 42 | 1       |                                                              |
| 8   | FC Cascavel         | 13  | 11 | 4 | 1 | 6 | 12 | 15 | –3  | 36 | 1       |                                                              |
| 9   | Toledo              | 13  | 11 | 3 | 4 | 4 | 9  | 12 | –3  | 36 | 2       |                                                              |
| 10  | Rio Branco-PR       | 10  | 11 | 2 | 4 | 5 | 16 | 28 | –12 | 30 | Estável |                                                              |
| 11  | União               | 9   | 11 | 3 | 0 | 8 | 9  | 14 | –5  | 27 | Estável | Rebaixados para Segunda Divisão 2019                         |
| 12  | Prudentópolis       | 8   | 11 | 1 | 5 | 5 | 8  | 15 | –7  | 24 | Estável | Rebaixados para Segunda Divisão 2019                         |

- PAR ^ Como o Atlético Paranaense se classificou direto a fase final da Copa do Brasil de 2019, a vaga passou para o Paraná.

## Estatísticas

### Artilharia
| \| Gols \| Jogador[2] \| Equipe \| \| ---- \| --------------- \| ------------------- \| \| 9 \| Éderson \| Atlético Paranaense \| \| 5 \| Bruno Batata \| Maringá \| \| 5 \| Alex Fraga \| Maringá \| \| 5 \| Carlos Henrique \| Londrina \| \| 5 \| Weverton \| FC Cascavel \| \| 5 \| Wesley \| Londrina \| \| 4 \| João Pedro \| Atlético Paranaense \| \| 4 \| Luccas Brasil \| Foz do Iguaçu \| \| 4 \| Vieira \| União \| \| 4 \| Diego Gonçalves \| Paraná \| |                 |                     |
| Gols | Jogador         | Equipe              |
| 9 | Éderson         | Atlético Paranaense |
| 5 | Bruno Batata    | Maringá             |
| 5 | Alex Fraga      | Maringá             |
| 5 | Carlos Henrique | Londrina            |
| 5 | Weverton        | FC Cascavel         |
| 5 | Wesley          | Londrina            |
| 4 | João Pedro      | Atlético Paranaense |
| 4 | Luccas Brasil   | Foz do Iguaçu       |
| 4 | Vieira          | União               |
| 4 | Diego Gonçalves | Paraná              |

### Hat-tricks
| Jogador | Clube    | Adversário    | Placar | Data        | Ref.  |
| ------- | -------- | ------------- | ------ | ----------- | ----- |
| Wesley  | Londrina | Rio Branco-PR | 4–1    | 21 de março | [ 3 ] |

### Média de Público Pagante
Taça Dionísio Filho
| Pos. | Time                | Mandos | 1    | 2    | 3    | 4     | 5    | 6    | Semifinal | Final | Total | Média |
| ---- | ------------------- | ------ | ---- | ---- | ---- | ----- | ---- | ---- | --------- | ----- | ----- | ----- |
| 1    | Coritiba            | 4      | 5977 | 4660 | x    | 13184 | x    | x    | x         | 11881 | 35702 | 8926  |
| 2    | Atlético Paranaense | 4      | 5996 | x    | 6445 | x     | x    | 4091 | 9028      | x     | 25560 | 6390  |
| 3    | Paraná              | 3      | x    | 5072 | 3332 | x     | 2686 | x    | x         | x     | 11090 | 3697  |
| 4    | FC Cascavel         | 3      | x    | 1922 | x    | x     | 4690 | 2188 | x         | x     | 8800  | 2933  |
| 5    | União               | 3      | 2942 | x    | 4066 | 1615  | x    | x    | x         | x     | 8623  | 2874  |
| 6    | Toledo              | 3      | 3300 | x    | x    | 2109  | x    | 2093 | x         | x     | 7502  | 2501  |
| 7    | Londrina            | 3      | x    | 1411 | x    | 1702  | 2684 | x    | x         | x     | 5797  | 1932  |
| 8    | Maringá             | 3      | x    | x    | 2891 | x     | 1389 | 906  | x         | x     | 5186  | 1729  |
| 9    | Foz do Iguaçu       | 4      | 1045 | 866  | x    | x     | 1273 | x    | 2422      | x     | 5606  | 1402  |
| 10   | Cianorte            | 3      | 1630 | 1307 | x    | x     | 834  | x    | x         | x     | 3771  | 1257  |
| 11   | Rio Branco-PR       | 3      | x    | x    | 1684 | 996   | x    | 219  | x         | x     | 2899  | 966   |
| 12   | Prudentópolis       | 3      | x    | x    | 708  | 390   | x    | 222  | x         | x     | 1320  | 440   |

Taça Caio Júnior
| Pos. | Time                | Mandos | 1    | 2    | 3    | 4    | 5    | Semifinal | Final | Total | Média |
| ---- | ------------------- | ------ | ---- | ---- | ---- | ---- | ---- | --------- | ----- | ----- | ----- |
| 1    | Atlético Paranaense | 5      | 4137 | x    | 4600 | 6169 | x    | 7196      | 12302 | 34404 | 6881  |
| 2    | Paraná              | 4      | x    | 3757 | 3354 | x    | 2998 | 4335      | x     | 14444 | 3611  |
| 3    | Coritiba            | 3      | 4246 | x    | 3469 | 2234 | x    | x         | x     | 9949  | 3316  |
| 4    | Maringá             | 2      | x    | 2963 | x    | 2295 | x    | x         | x     | 5258  | 2629  |
| 5    | Toledo              | 2      | x    | 1488 | x    | x    | 1812 | x         | x     | 3300  | 1650  |
| 6    | Foz do Iguaçu       | 2      | 654  | x    | x    | 1947 | x    | x         | x     | 2601  | 1300  |
| 7    | FC Cascavel         | 2      | x    | 1530 | x    | x    | 892  | x         | x     | 2422  | 1211  |
| 8    | Cianorte            | 3      | 1065 | x    | 1337 | x    | 814  | x         | x     | 3216  | 1072  |
| 9    | União               | 2      | x    | 1069 | x    | 1010 | x    | x         | x     | 2079  | 1039  |
| 10   | Londrina            | 3      | 814  | x    | 856  | x    | 726  | x         | x     | 2396  | 799   |
| 11   | Rio Branco-PR       | 2      | 832  | x    | x    | 424  | x    | x         | x     | 1256  | 628   |
| 12   | Prudentópolis       | 3      | x    | 751  | 247  | x    | 55   | x         | x     | 1053  | 351   |

Final
| Pos. | Time                | Mandos | IDA  | VOLTA | Total | Média |
| ---- | ------------------- | ------ | ---- | ----- | ----- | ----- |
| 1    | Atlético Paranaense | 1      | x    | 23851 | 23851 | 23851 |
| 2    | Coritiba            | 1      | 9577 | x     | 9577  | 9577  |

Total
| Pos. | Time                | Mandos | Total | Média |
| ---- | ------------------- | ------ | ----- | ----- |
| 1    | Atlético Paranaense | 10     | 83814 | 8381  |
| 2    | Coritiba            | 8      | 55228 | 7371  |
| 3    | Paraná              | 7      | 25534 | 3648  |
| 4    | FC Cascavel         | 5      | 11222 | 2244  |
| 5    | Toledo              | 5      | 10802 | 2160  |
| 6    | União               | 5      | 10702 | 2140  |
| 7    | Maringá             | 5      | 10444 | 2089  |
| 8    | Foz do Iguaçu       | 6      | 8207  | 1368  |
| 9    | Londrina            | 6      | 8193  | 1365  |
| 10   | Cianorte            | 6      | 6987  | 1164  |
| 11   | Rio Branco-PR       | 5      | 4155  | 831   |
| 12   | Prudentópolis       | 6      | 2373  | 395   |

Notas
- Não são considerados jogos com portões fechados.

Fonte: Dados retirados dos Boletins Financeiros da Federação Paranaense de Futebol

### Renda do Público Pagante
1ª Taça Dionísio Filho
| Pos. | Time                | Mandos | 1      | 2      | 3      | 4      | 5      | 6     | Semifinal | Final  | Total      | Média do Ingresso |
| ---- | ------------------- | ------ | ------ | ------ | ------ | ------ | ------ | ----- | --------- | ------ | ---------- | ----------------- |
| 1    | Coritiba            | 4      | 146100 | 105240 | x      | 398695 | x      | x     | x         | 349260 | 999.295,00 | 27,99             |
| 2    | Atlético Paranaense | 4      | 149830 | x      | 156540 | x      | x      | 93255 | 220815    | x      | 620.440,00 | 24,27             |
| 3    | Paraná              | 3      | x      | 172505 | 74470  | x      | 60380  | x     | x         | x      | 307.355,00 | 27,79             |
| 4    | União               | 3      | 72700  | x      | 98380  | 37810  | x      | x     | x         | x      | 208.890,00 | 24,22             |
| 5    | FC Cascavel         | 3      | x      | 43190  | x      | x      | 110295 | 44275 | x         | x      | 197.760,00 | 22,47             |
| 6    | Toledo              | 3      | 81480  | x      | x      | 50080  | x      | 42160 | x         | x      | 173.720,00 | 23,16             |
| 7    | Londrina            | 3      | x      | 27551  | x      | 36246  | 57648  | x     | x         | x      | 121.445,00 | 20,95             |
| 8    | Foz do Iguaçu       | 4      | 22160  | 17850  | x      | x      | 26620  | x     | 54610     | x      | 121.240,00 | 21,62             |
| 9    | Maringá             | 3      | x      | x      | 52191  | x      | 30812  | 16880 | x         | x      | 99.883,00  | 19,26             |
| 10   | Rio Branco-PR       | 3      | x      | x      | 48180  | 27900  | x      | 5540  | x         | x      | 81.620,00  | 28,15             |
| 11   | Cianorte            | 3      | 33475  | 24985  | x      | x      | 16400  | x     | x         | x      | 74.860,00  | 19,85             |
| 12   | Prudentópolis       | 3      | x      | x      | 19275  | 9745   | x      | 4700  | x         | x      | 33.720,00  | 25,55             |

2ª Taça Caio Jr
| Pos. | Time                | Mandos | 1     | 2      | 3      | 4      | 5     | Semifinal | Final  | Total      | Média do Ingresso |
| ---- | ------------------- | ------ | ----- | ------ | ------ | ------ | ----- | --------- | ------ | ---------- | ----------------- |
| 1    | Atlético Paranaense | 5      | 96130 | x      | 107300 | 146090 | x     | 167165    | 320225 | 836.910,00 | 24,33             |
| 2    | Paraná              | 4      | x     | 107300 | 76140  | x      | 65335 | 128890    | x      | 377.665,00 | 26,15             |
| 3    | Coritiba            | 3      | 93840 | x      | 75830  | 47985  | x     | x         | x      | 217.655,00 | 21,88             |
| 4    | Maringá             | 2      | x     | 55168  | x      | 42448  | x     | x         | x      | 97.616,00  | 18,56             |
| 5    | Toledo              | 2      | x     | 31730  | x      | x      | 38425 | x         | x      | 70.155,00  | 21,26             |
| 6    | Cianorte            | 3      | 20430 | x      | 26330  | x      | 11680 | x         | x      | 58.440,00  | 18,17             |
| 7    | Foz do Iguaçu       | 2      | 14540 | x      | x      | 40780  | x     | x         | x      | 55.320,00  | 21,27             |
| 8    | Londrina            | 3      | 16911 | x      | 17243  | x      | 13816 | x         | x      | 47.970,00  | 20,02             |
| 9    | FC Cascavel         | 2      | x     | 31575  | x      | x      | 16160 | x         | x      | 47.735,00  | 19,71             |
| 10   | União               | 2      | x     | 22140  | x      | 24680  | x     | x         | x      | 46.820,00  | 22,52             |
| 11   | Rio Branco-PR       | 2      | 22420 | x      | x      | 9620   | x     | x         | x      | 32.040,00  | 25,51             |
| 12   | Prudentópolis       | 3      | x     | 20915  | 6075   | x      | 1095  | x         | x      | 28.085,00  | 26,67             |

Final
| Pos. | Time                | Mandos | IDA        | VOLTA        | Total        | Média |
| ---- | ------------------- | ------ | ---------- | ------------ | ------------ | ----- |
| 1    | Atlético Paranaense | 1      | x          | 1.080.100,00 | 1.080.100,00 | x     |
| 2    | Coritiba            | 1      | 390.610,00 | x            | 390.610,00   | x     |

## Técnicos
| Equipe              | Técnico            |
| ------------------- | ------------------ |
| Atlético Paranaense | Tiago Nunes        |
| Cascavel            | Milton do Ó        |
| Cianorte            | Marcelo Caranhato  |
| Coritiba            | Sandro Forner      |
| Foz do Iguaçu       | Negreiros          |
| Londrina            | Marquinhos Santos  |
| Maringá             | Fernando Marchiori |
| Paraná              | Rogério Micale     |
| Prudentópolis       | Júlio Sérgio       |
| Rio Branco          | Itamar Bernardes   |
| Toledo              | Paulo Baier        |
| União               | Ivair Cenci        |

## Premiação
| Campeonato Paranaense de Futebol de 2018 |
| Curitiba                                 |
| ---------------------------------------- |
| Atlético Paranaense Campeão (23º título) |

## Transmissão
A RPC TV (afiliada da Rede Globo) detém todos os direitos de transmissão para a temporada de 2018 pela TV aberta.
Uma curiosidade a respeito das transmissões de 2018 é que o Coritiba assinou o contrato com a emissora para ter seus jogos transmitidos nas temporadas 2018 e 2019(na temporada de 2017 Coritiba e Atlético-PR não concordaram com os valores oferecidos pela Globo e não fecharam contrato, ficando sem nenhum jogo transmitido na tv aberta no Paranaense 2017).
Com a assinatura do Coritiba, dos 12 clubes participantes no Paranaense 2018, apenas o Atlético-PR não tem seus jogos transmitidos.
O Coxa fechou acordo pelo valor de R$ 600 mil, mesmo montante que o Paraná receberá este ano. O Londrina embolsará R$ 500 mil, enquanto Cianorte, Cascavel, Foz, Maringá, Prudentópolis, Rio Branco, Toledo e União ganharão R$ 375 mil. A Federação Paranaense de Futebol (FPF) recebe R$ 300 mil do montante total, por ser a detentora dos direitos do campeonato.

### Jogos transmitidos pela RPC TV

#### 1ª Taça Dionísio Filho - 2018
- 1ª rodada - União 2–1 Paraná Clube - 17 de janeiro (Qua) - 21:45
- 1ª rodada - Coritiba 1–1 Prudentópolis - 21 de janeiro (Dom) - 17:00
- 2ª rodada - Londrina 2–0 Maringá - 24 de janeiro (Qua) - 21:45
- 3ª rodada - Paraná Clube 1–1 Londrina - 28 de janeiro (Dom) - 17:00
- 4ª rodada - Toledo 0–0 Paraná Clube - 4 de fevereiro (Dom) - 17:00
- 5ª rodada - Londrina 0–3 Coritiba - 10 de fevereiro (Sáb) - 16:30
- 6ª rodada - Toledo 0–2 Coritiba - 14 de fevereiro (Qua) - 21:45
- Semifinal - Foz do Iguaçu 1(2)–1(4) Coritiba - 18 de fevereiro (Dom) - 17:00
- Final - Coritiba 3–0 Rio Branco - 25 de fevereiro (Dom) - 16:00

#### 2ª Taça Caio Júnior - 2018
- 1ª rodada - Coritiba 0–3 Maringá - 4 de março (Dom) - 17:00
- 2ª rodada - Paraná Clube 2–0 Coritiba - 7 de março (Qua) - 21:45
- 3ª rodada - Coritiba 1–3 Foz do Iguaçu - 11 de março (Dom) - 17:00
- 4ª rodada - Foz do Iguaçu 0–2 Paraná Clube - 18 de março (Dom) - 16:00
- 5ª rodada - Paraná Clube 1–0 Maringá - 21 de março (Qua) - 21:45
- Semifinal - Paraná Clube 1(2)–1(4) Londrina - 25 de março (Dom) - 16:00
- A final da Taça Caio JR, realizada em 28 de março (Qua) - 20:00 entre Atlético PR 1x0 Londrina NÃO teve transmissão da RPC, pois o Atlético PR não assinou contrato de transmissão, em seu lugar foi transmitido pela Globo para todo estado do PR a partida entre Corinthians x São Paulo válido pela semifinal do Campeonato Paulista de Futebol de 2018 - Série A1[7]

#### Final
As duas partidas das finais entre Coritiba 1–0 Atlético PR - 1 de abril (Dom) - 16:00 e Atlético PR 2–0 Coritiba - 8 de abril (Dom) - 16:00 NÃO tiveram transmissão da RPC, pois o Atlético PR não assinou contrato de transmissão, em seu lugar foi transmitido pela Globo para todo estado do PR as partidas entre Corinthians 0-1 Palmeiras - 31 de março (Sáb) - 16:30 e Palmeiras 0(3)-(4)1 Corinthians - 8 de abril (Dom) - 16:00 válido pela FINAL do Campeonato Paulista de Futebol de 2018 - Série A1

#### Transmissões na tv aberta por time
| Clube         | 1ª TAÇA DIONÍSIO FILHO | 2ª TAÇA CAIO JÚNIOR | Total (incluindo a final) |
| ------------- | ---------------------- | ------------------- | ------------------------- |
| Coritiba      | 5                      | 3                   | 8                         |
| Paraná        | 3                      | 4                   | 7                         |
| Londrina      | 3                      | 1                   | 4                         |
| Maringá       | 1                      | 2                   | 3                         |
| Foz do Iguaçu | 1                      | 2                   | 3                         |
| Toledo        | 2                      | 0                   | 2                         |
| União         | 1                      | 0                   | 1                         |
| Prudentópolis | 1                      | 0                   | 1                         |
| Rio Branco-PR | 1                      | 0                   | 1                         |